# Lakshman Jhula

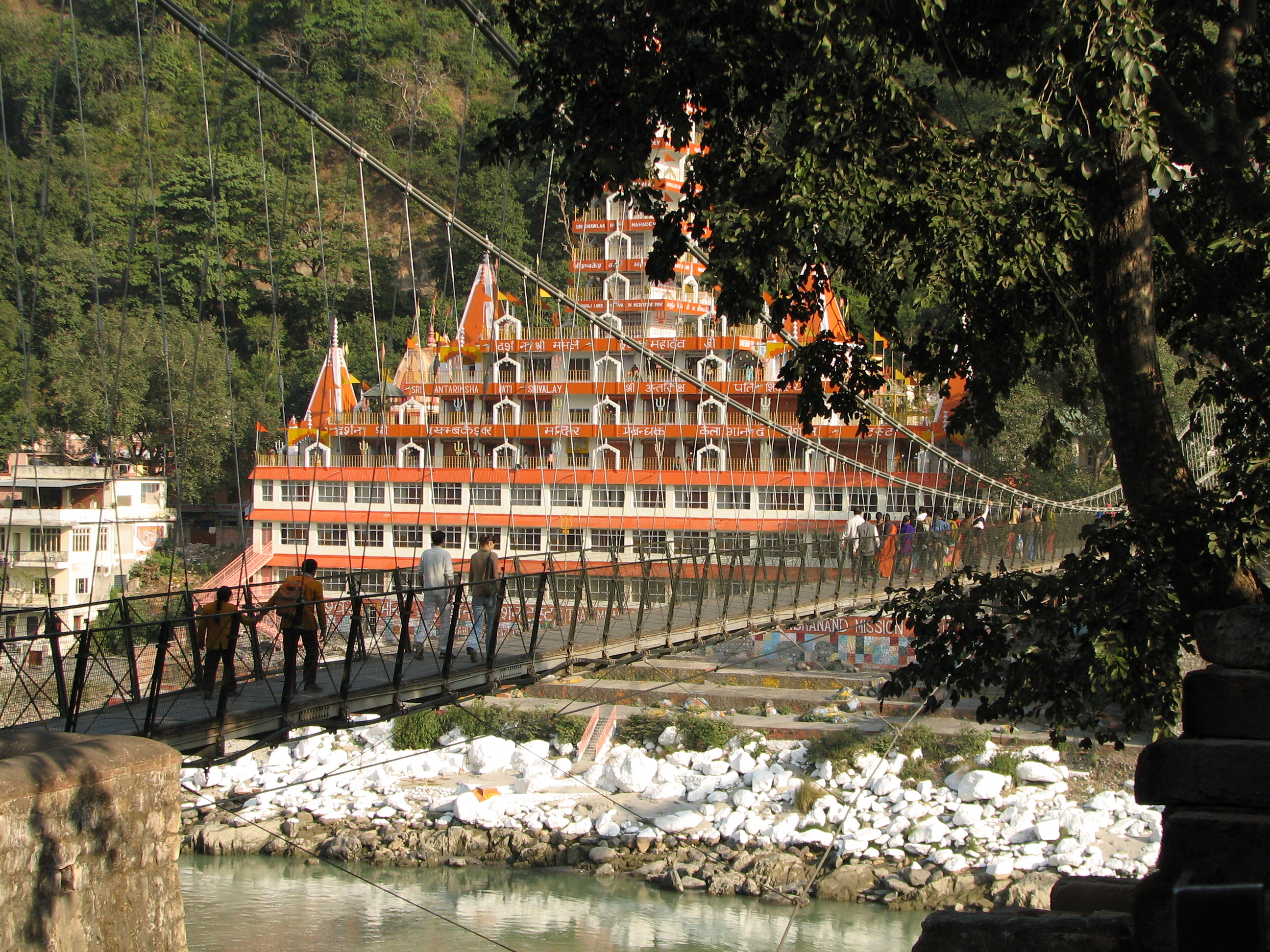
De Lakshman Jhula met op de achtergrond de Terah Manzil-tempel

Lakshman Jhula (Hindi: लक्ष्मण झूला) is een ijzeren hangbrug in Rishikesh in de Indiase staat Uttarakhand. De brug overspant de Ganges en is een oriëntatiepunt van de stad.
Er wordt gezegd dat op de plaats waar de brug gebouwd is, ooit de hindoegod Lakshmana de Ganges heeft overgestoken via een brug van juten touwen. De Lakshman-tempel, gesitueerd op de westoever van de stad, werd gebouwd om deze gebeurtenis te gedenken.
De Lakshman Jhula is 137 meter lang, hangt 21 meter boven de Ganges, en werd gebouwd in 1939.